# Demonax nigromaculatus
Demonax nigromaculatus är en skalbaggsart som beskrevs av Charles Joseph Gahan 1906. Demonax nigromaculatus ingår i släktet Demonax och familjen långhorningar.
Artens utbredningsområde är Nepal. Inga underarter finns listade i Catalogue of Life.